# المرأة في أوروبا
يعد تطور وتاريخ المرأة الأوروبية يتزامن مع تطور وتاريخ أوروبا نفسها. ووفقا للمؤشرات تشكل نسبة النساء في أوروبا حوالي 51.2٪ من سكان الاتحاد الأوروبي في عام 2010، (في يناير/ كانون الثاني عام 2011، حيث بلغ عدد سكان الاتحاد الأوروبي في 502122750).
ومن ناحية التصنيف في العصر الحالي، فجزء منهن من اللاتي يعشن في القارة الأوروبية نفسها، أو ولدن فيها، أو من السكان الأصليين للقارة وقد أختلفت التقارير النسبية في تلك التصانيف باختلاف الدول والعادات والتقاليد.

## تاريخ
وفقًا لمايكل سكوت، في مقالته «صعود النساء في اليونان القديمة» (التاريخ اليوم)، كان أفضل وصف لمكانة المرأة وإنجازاتها في اليونان القديمة من قبل ثوسيديدس في هذا الاقتباس: أن أعظم مجد [للنساء] هو أقل ما يتم الحديث عنه بين الرجال، سواء في المديح أو اللوم. 
تطورت الخصائص المعاصرة للمرأة في بيلاروسيا من الأحداث التي حدثت في تاريخ بيلاروسيا، لا سيما عندما «تم تطوير مفهوم الحقوق المتساوية للمرأة لأول مرة في أواخر القرن السادس عشر». يحمي ما يسمى بميثاق الدوقية الكبرى لعام 1588 - وهو أحد أهم الوثائق القانونية في تاريخ بيلاروسيا - كرامة المرأة البيلاروسية بموجب القانون. يتم الاحتفال بالمرأة في بيلاروسيا ومساهمتها في المجتمع البيلاروسي سنويًا في الثامن من مارس، خلال اليوم العالمي للمرأة.
بعد حصولها على حق التصويت في السياسة الألمانية في عام 1919، بدأت النساء الألمانيات في القيام بأدوار نشطة في تولي المناصب التي عادة ما يقوم بها الرجال الألمان فقط. بعد نهاية الحرب العالمية الثانية، تم تصنيفهم على أنهم حطام النساء أو «نساء الأنقاض» لأنهم اعتنوا بـ «الجرحى، ودفن الموتى، والمتعلقات التي تم إنقاذها»، وشاركوا في «المهمة الصعبة المتمثلة في إعادة بناء الحرب- مزقت ألمانيا ببساطة عن طريق إزالة» أنقاض الحرب وأنقاضها.

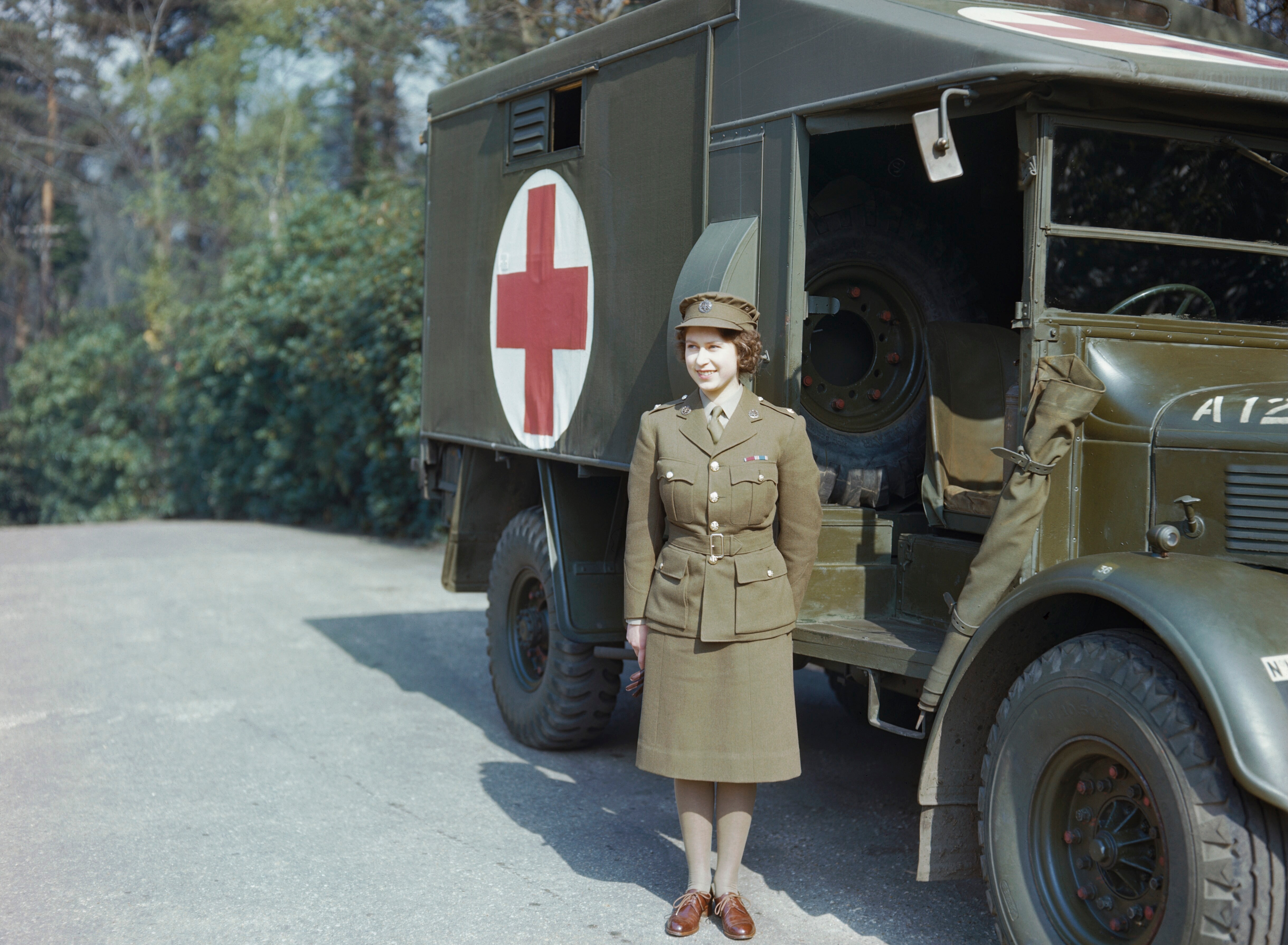
الأميرة إليزابيث بزيها العسكري أمام سيارة إسعاف تابعة للجيش البريطاني.

## الأدوار التقليدية

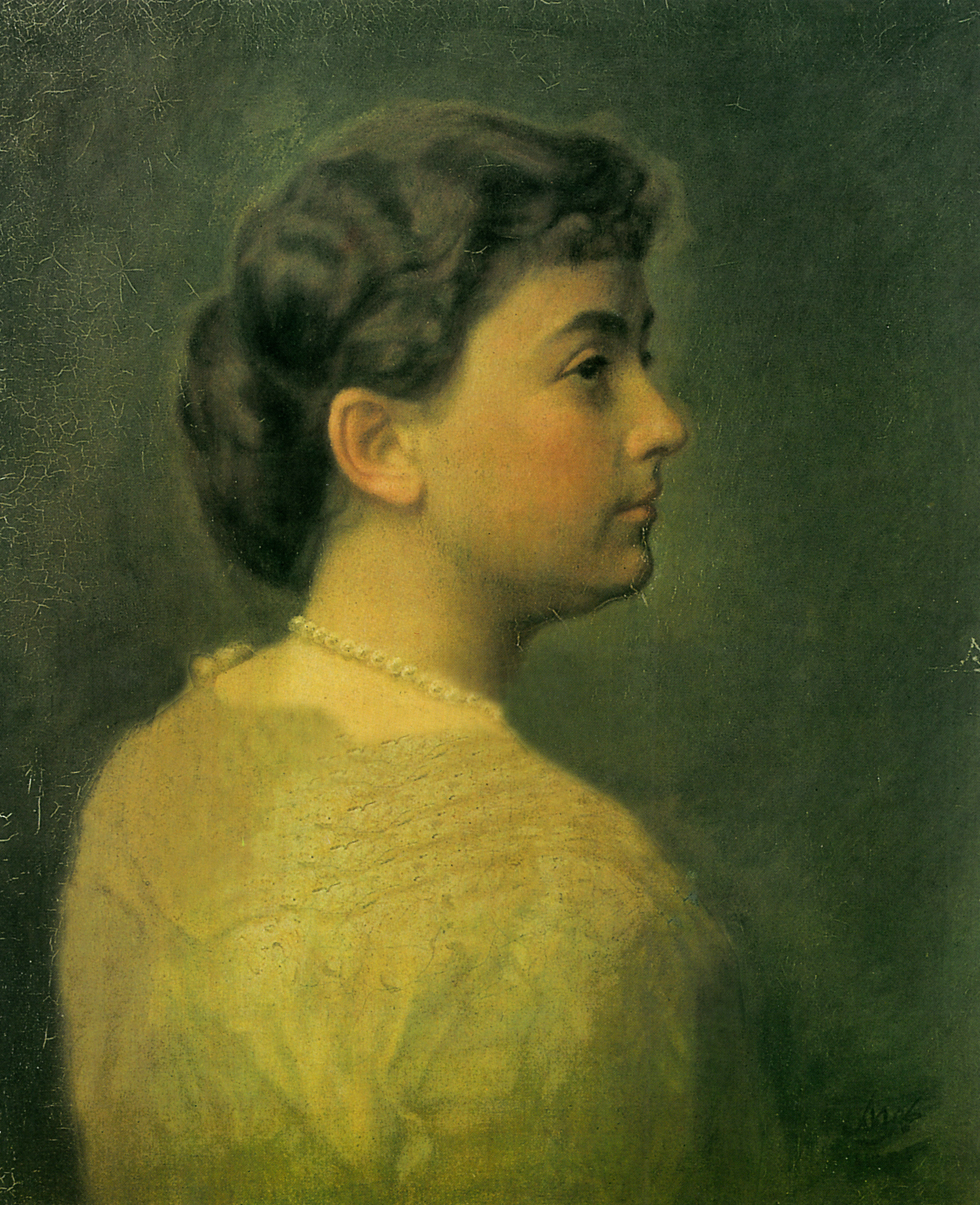
لوحات بورتريه لكمال الملك في قصر كلستان،الملف الشخصي للمرأة الأوروبية

تقيم المرأة الألبانية في مجتمع محافظ  وأبوي. في مثل هذا المجتمع التقليدي، تلعب النساء في ألبانيا أدوارًا ثانوية في المجتمعات التي تؤمن «بالهيمنة الذكورية». هذا على الرغم من وصول الديمقراطية واعتماد اقتصاد السوق الحر في ألبانيا، بعد فترة تحت حكم حزب العمل الشيوعي. استنادًا إلى قانون Leke Dukagjini البالغ من العمر 500 عام، وهو مدونة تقليدية لقواعد السلوك، فإن الدور الرئيسي للمرأة الألبانية هو رعاية الأطفال والعناية بالمنزل.
نظرًا للطبيعة الأبوية للثقافة الأرمنية التقليدية والمجتمع،  غالبًا ما يُتوقع من المرأة في أرمينيا أن تكون فاضلة وخاضعة، للحفاظ على عذريتها حتى الزواج، وتولي المهام المنزلية في المقام الأول.
تستمر الأعراف الاجتماعية التقليدية في أذربيجان والتنمية الاقتصادية المتأخرة في المناطق الريفية في البلاد في تقييد دور المرأة في الاقتصاد، وهناك تقارير تفيد بأن المرأة تواجه صعوبة في ممارسة حقوقها القانونية بسبب التمييز بين الجنسين.
يمكن إرجاع تاريخ وخصائص وتطور وأنساب النساء في الوقت الحاضر في جمهورية التشيك إلى قرون عديدة قبل إنشاء الدولة المعروفة الآن باسم جمهورية التشيك. لقد نشأوا من أسلاف المستوطنين السلافيين الذين كان لديهم اقتصاد يعتمد في المقام الأول على الزراعة.
في بعض أجزاء إيطاليا، لا تزال النساء يتم تصويرهن على أنهن مجرد ربات بيوت وأمهات، وهو ما ينعكس أيضًا في حقيقة أن معدل بطالة الإناث أعلى من متوسط الاتحاد الأوروبي.
يأتي وصف مبكر للمرأة من الجبل الأسود من عمود في صحيفة نيويورك تايمز في 5 نوفمبر 1880، حيث قالت الصحيفة إن «امرأة الجبل الأسود تأخذ نصيبًا متساويًا من العمل مع الرجل في العمل الميداني، وهي تقوم بكل حمل» فيما يتعلق بالسفر بركوب الخيل وأشكال النقل الأخرى للحيوانات. كما وصفتهم الصحيفة بأنهم منخرطون في الحياكة أو الغزل.
كما تضع التقاليد السويسرية النساء تحت سلطة آبائهن وأزواجهن.

## تعزيز المساواة بين الجنسين
من الناحية القانونية، تتمتع المرأة في أندورا بحقوق متساوية بموجب قوانين إمارة أندورا. كانت أندورا بطيئة في إعطاء المرأة الحقوق القانونية: لم يتحقق حق المرأة في التصويت إلا في عام 1970. ومع ذلك، فقد أحرزت المرأة تقدمًا ملحوظًا في السنوات الأخيرة. سياسياً، فازت المرأة الأندورية بـ 15 مقعدًا خلال الانتخابات البرلمانية في بلادها لعام 2011؛ لهذا السبب، أصبحت أندورا أول دولة في أوروبا وثاني دولة على الصعيد الدولي تنتخب «أغلبية تشريعية نسائية».
تحسن الوضع القانوني للمرأة في النمسا منذ منتصف السبعينيات. بناءً على دراسة أجريت في ديسمبر 1993 حول وضع المرأة في النمسا، فإن أولوية التشريع في النمسا تستند إلى المساواة في المعاملة بين الجنسين بدلاً من المساواة في الحقوق فقط. وهكذا، تستفيد النساء النمساويات من محاولة حكومتهن «التعويض عن عدم المساواة بين الجنسين في الأعباء». ومع ذلك، على الرغم من التحسن التشريعي فيما يتعلق بوضع المرأة في المجتمع النمساوي، ساد مفهوم الأدوار التقليدية. يعتبر الرجال النمساويون أن معظم الأعمال المنزلية ومسؤوليات تربية الأطفال تقع ضمن نطاق النساء النمساويات. كل من التعليم والجنس هما أساس مستويات الدخل.
تتمتع المرأة في أذربيجان اسمياً بنفس الحقوق القانونية التي يتمتع بها الرجل؛ ومع ذلك، فإن التمييز المجتمعي مشكلة. المساواة بين الجنسين في كرواتيا جزء من المادة 3 من دستور كرواتيا. تم إنشاء أمين المظالم المعني بالمساواة بين الجنسين ومكتب المساواة بين الجنسين منذ عام 2003. جمهورية التشيك بعد الفترة في تاريخ جمهورية التشيك المعروفة باسم الثورة المخملية، أصبحت العديد من النساء أفرادًا في وظائف بدوام كامل، وفي الوقت نفسه، يركزن أيضًا على مسؤولياتهن كربات منزل، مما يمنح أنفسهن "مكانة عالية". الشعور بالفعالية الشخصية والاستقلالية "داخل المجتمع التشيكي.
تتمتع المرأة الفنلندية «بدرجة عالية من المساواة» و «المجاملة التقليدية» بين الرجال. في عام 1906، أصبحت نساء فنلندا أول امرأة في أوروبا تُمنح حق التصويت. يوجد العديد من النساء في فنلندا ممن يشغلن مناصب بارزة في المجتمع الفنلندي، وفي الأكاديميين، وفي مجال الأعمال،  وفي الحكومة الفنلندية. تارجا هالونين، التي أصبحت أول رئيسة للبلاد (كانت وزيرة خارجية فنلندا قبل أن تصبح رئيسة)، من الأمثلة على النساء الأقوياء في السياسة الفنلندية.
شهد وضع المرأة اليونانية تغيرًا وتطورًا أكثر مع بداية القرن العشرين. في عام 1957، حصلوا على حقهم في التصويت، مما أدى إلى حصولهم على أماكن عمل ووظائف في الشركات وفي الحكومة اليونانية؛ وكانوا قادرين على الحفاظ على حقهم في وراثة الممتلكات، حتى بعد الزواج.
وفقًا لإحدى الدراسات، يوجد في هولندا اليوم أسعد نساء في العالم.
قدمت سان مارينو حق المرأة في الاقتراع بعد الأزمة الدستورية لعام 1957 المعروفة باسم فاتي دي روفيريتا. حصلت نساء السامارينيز على حق التصويت في عام 1960. حصلوا على حق تقلد مناصب سياسية في عام 1973. ومع ذلك، في استفتاء عام 1982، لم تفز نساء سان مارينو بالحق في الاحتفاظ بجنسيتهن السامرية إذا تزوجن من أجانب ذكور (صوت 19000 ناخب من السامارينيني على عدم إلغاء قانون عام 1928 الذي حرم النساء السامارينيني من الجنسية السامرية إذا تزوجن من أجانب)؛ ونتيجة لفقدان الجنسية السامرية، فقدت النساء حق التصويت والعمل وامتلاك الممتلكات والإقامة في جمهورية سان مارينو ووراثة الممتلكات. تم تغيير قوانين الجنسية هذه لاحقًا من قبل البرلمان في عام 2000،  و 2004،  مما سمح للمرأة بالاحتفاظ بجنسيتها ونقلها إلى أطفالها وزوجها.
بصرف النظر عن اكتساب مكانة بارزة كـ «ملكات ونبلاء» في تاريخ إسبانيا، فقد تفوقت المرأة الإسبانية الآن أيضًا في ترسيخ دورها كنساء في إسبانيا الحالية «بدون تمرد نسوي ملحوظ».
حصلت المرأة السويسرية على حق التصويت في الانتخابات الوطنية عام 1971؛  بينما حصلت النساء على حق التصويت على مستوى الكانتونات المحلية بين عام 1959 (كانتونات فو ونوشاتيل في ذلك العام) و 1991 (كانتون أبنزل إينرودين). ومع ذلك، على الرغم من حصولهن على وضع المساواة في الحقوق مع الرجال، لا يزال يتعين على بعض النساء السويسريات الحصول على تعليم يتجاوز مستوى ما بعد الثانوية، وبالتالي يكسبن أموالًا أقل من الرجال، ويشغلن مناصب وظيفية منخفضة المستوى.
كمواطنات في دولة ما بعد الحرب، أصبحت بعض نساء كوسوفو (أو كوسوفو) مشاركات في عملية بناء السلام وإرساء المساواة بين الجنسين في عملية إعادة تأهيل كوسوفو. كما أصبحت النساء في كوسوفو ناشطات في السياسة وإنفاذ القانون في جمهورية كوسوفو. ومن الأمثلة على ذلك انتخاب أتيفيت ياهجاجا كرئيسة رابع لكوسوفو [a]، وعلى هذا النحو أصبحت أول امرأة،  وأول مرشحة غير حزبية، والأصغر التي يتم انتخابها لمنصب الرئاسة في البلاد. قبل أن تصبح رئيسة، شغلت منصب نائب مدير شرطة كوسوفو،  وكانت برتبة لواء،  وهي الأعلى بين النساء في جنوب شرق أوروبا.
عانت نساء أوسيتيا الجنوبية من حالات الصراع المسلح في مناطقهن. المنظمة الرئيسية التي تعزز وتحمي وضع المرأة في أوسيتيا الجنوبية هي رابطة نساء أوسيتيا الجنوبية من أجل الديمقراطية وحقوق الإنسان (يشار إليها أحيانًا باسم رابطة نساء أوسيتيا الجنوبية من أجل الديمقراطية والدفاع عن حقوق الإنسان) وترأسها ليرا حاليًا كوزيفا تسكوفريبوفا.

### المرأة في مكان العمل

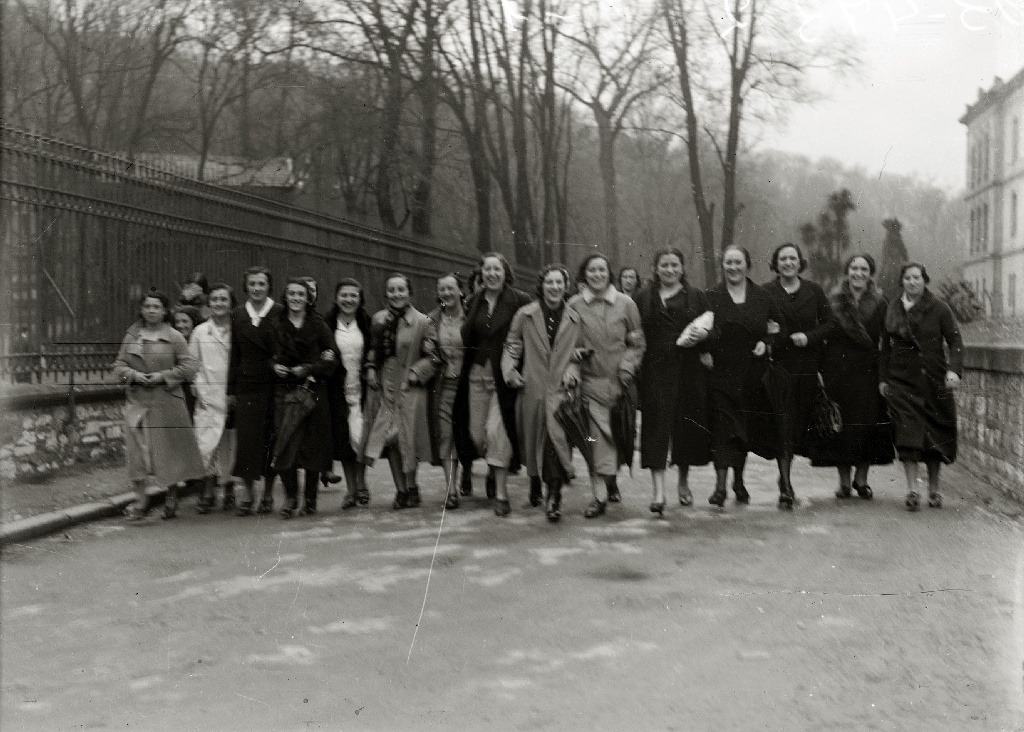
موظفو مصنع السيجار (تاباكاليرا) أمام المرافق، دونوستيا سان سيباستيان، إقليم الباسك. (1936)

جيلا بعد جيل، المرأة البلجيكية قادرة على سد ما يسمى «الفجوة المهنية بين الجنسين». ويعود ذلك في الأجيال الشابة إلى زيادة توافر «الوظائف بدوام جزئي في الخدمات» للنساء. في عام 1999، كان متوسط دخل المرأة البلجيكية 91 في المائة من راتب الرجل البلجيكي. عندما لا تقوم المرأة البلجيكية بوظائف بدوام جزئي، فإنها لا تزال «تقوم بالمزيد من الأعمال المنزلية»، اعتمادًا على الاتفاق بين الشريكين من الإناث والذكور.
وفقًا للصندوق الدولي للتنمية الزراعية (IFAD)، تأثرت نساء البوسنة والهرسك بثلاثة أنواع من الانتقال بعد حرب البوسنة (1992-1995)،  وهي: «الانتقال من الحرب إلى السلام»، والانتقال الاقتصادي. والانتقال السياسي. وتشمل الآثار الناتجة: تدني مكانتهم العامة والاجتماعية لأن تركيزهم ينصب على «الانخراط في واجبات منزلية» في منازلهم. اختارت بعض النساء البوسنيات وهرزغوفين السفر خارج البلاد للبحث عن وظائف. والنساء الأكثر ضعفا في الطبقات الاجتماعية هن النساء في المناطق الريفية. وهن «أكثر تهميشاً» بسبب تدني مستوى التعليم وميلهن إلى التقاليد، حيث يعتمدن على الرجال بصفتهن «المالكين الأساسيين للأرض والأصول الأخرى». وقد وُصِفت أيضًا على أنها «وصول محدود إلى الأرض، والتدريب، وتقنيات الزراعة الحديثة، والتمويل والمعدات»، وبالتالي تحصل على أجور منخفضة.
في 24 أكتوبر / تشرين الأول 1975، أضرب 90٪ من النساء في البلاد، رافضين الذهاب إلى العمل أو الاعتناء بالمنزل - وبدلاً من ذلك يقضين اليوم في الشوارع والاحتجاج.
في مجال العمل في إيطاليا، تتميز المعايير النسائية في العمل عمومًا بجودة عالية واحترافية، ولكنها ليست متفوقة كما في تعليمهن. ترتبط احتمالية حصول المرأة على وظيفة بشكل أساسي بمؤهلاتها، وتذهب 80٪ من النساء اللائي يتخرجن من الجامعة للبحث عن وظائف. عادة ما تحصل النساء في إيطاليا على نفس الأجر الذي يحصل عليه الرجال في نفس الوضع. النساء اللاتي يشغلن ذوي الياقات البيضاء تميل، ومستوى عال أو وظائف مكتب للحصول على دفع نفس الرجال، لكن النساء مع ذوي الياقات الزرقاء أو مواقف اليدوية تدفع 1/3 أقل من نظرائهن من الرجال.
لا تزال المرأة في هولندا تجري نقاشًا مفتوحًا حول كيفية تحسين الاختلالات والظلم المتبقية التي تواجهها كنساء؛ على وجه الخصوص، تعد المشاركة المنخفضة للمرأة في العمل بدوام كامل قضية سياسية. في عام 2012، عملت 76.9٪ من النساء العاملات بدوام جزئي، وهو أعلى بكثير من متوسط الاتحاد الأوروبي البالغ 32.1٪.
بحلول الجزء الأول من التسعينيات، أصبحت العديد من النساء في البرتغال متخصصات، بما في ذلك كونهن طبيبات ومحاميات، وهي قفزة من كون العديد منهن مجرد موظفات في المكاتب وعاملات في المصانع.
في الوقت الحاضر، تركت العديد من الإسبانيات وضعهن المعتاد كربات بيوت ليصبحن ناشطات في مجالات الأعمال والمهن والسياسة والجيش.
وفقًا لـ swissinfo.ch في عام 2011، شجعت أمانة الدولة للشؤون الاقتصادية في سويسرا (Seco) الشركات التجارية على «تعيين المزيد من النساء في مناصب رفيعة المستوى». أولئك الذين يعملون بالفعل في شركات الأعمال، وفقًا للتقرير نفسه، يذكرون أن «النساء يكسبن في المتوسط 20٪ أقل من الرجال» في سويسرا، وكانت النسبة 6 من كل 10 نساء يعملن بدوام جزئي.
النساء الأبخازيات أكثر نشاطا كمشاركات في مجال الأعمال والأنشطة المتعلقة بإنشاء منظمات للنساء في بلادهن.

### تعليم
في مجال التعليم، تميل النساء في إيطاليا إلى تحقيق نتائج إيجابية للغاية وتتفوق بشكل رئيسي في التعليم الثانوي والعالي. منذ المعجزة الاقتصادية الإيطالية، ارتفع معدل معرفة القراءة والكتابة لدى النساء واشتراكهن في الجامعات كثيرًا في إيطاليا. تبلغ نسبة الإلمام بالقراءة والكتابة لدى النساء في إيطاليا 98٪، ولديهن تعليم أساسي، وغالبًا ما يذهبن إلى الجامعة. 60٪ من خريجي الجامعات الإيطالية من الإناث، والنساء ممثلات بشكل ممتاز في جميع المواد الأكاديمية، بما في ذلك الرياضيات وتكنولوجيا المعلومات وغيرها من المجالات التكنولوجية التي يشغلها عادة الذكور.

## التحرش الجنسي والعنف القائم على النوع الاجتماعي
ومن المشاكل التي تواجه المرأة الأندورية في الوقت الحاضر وجود العنف ضدها، وغياب الإدارات الحكومية التي تعنى بقضايا المرأة، وعدم وجود دور إيواء للنساء المعنفات تديرها حكومة أندورا.
تواجه أرمينيا مشكلة الإجهاض الانتقائي بسبب جنس الجنين.
معظم سكان أوكرانيا البالغ عددهم 45 في المائة (45 مليون ) الذين يعانون من العنف - جسديًا أو جنسيًا أو عقليًا - هم من النساء.

### دول ذات سيادة
وبحسب البلد، فإن النساء في أوروبا تأتي من دول ذات سيادة مثل:
- ألبانيا
- أندورا
- أرمينيا
- النمسا
- أذربيجان
- بيلاروس
- بلجيكا
- البوسنة والهرسك
- بلغاريا
- قبرص
- جمهورية التشيك
- الدنمارك
- إستونيا
- فنلندا
- فرنسا
- جورجيا
- ألمانيا
- اليونان
- المجر
- آيسلندا
- أيرلندا
- إيطاليا
- كازاخستان
- لاتفيا
- ليختنشتاين
- ليتوانيا
- لوكسمبورغ
- مقدونيا
- مالطا
- مولدوفا
- موناكو
- الجبل الأسود
- هولندا
- النرويج
- بولندا
- البرتغال
- رومانيا
- روسيا
- سان مارينو
- صربيا
- سلوفاكيا
- سلوفينيا
- إسبانيا
- السويد
- سويسرا
- تركيا
- أوكرانيا
- المملكة المتحدة (التي تتألف من نساءانجلترا وايرلندا الشمالية واسكتلندا وويلز)
- الفاتيكان

### الدول الأوروبية ذات الاعتراف المحدود
- نساء في أبخازيا
- النساء في كوسوفو
- نساء في ناغورنو كاراباخ
- نساء في شمال قبرص
- نساء في أوسيتيا الجنوبية
- النساء في ترانسنيستريا

### التبعيات والأقاليم الأخرى
- نساء في آلاند
- نساء في جزر فارو
- النساء في جبل طارق
- نساء في غيرنسي
- المرأة في جزيرة مان
- نساء في جيرسي
- نساء في سفالبارد